# Repolantot
Repolantot är en sjö i Gällivare kommun i Lappland och ingår i Kalixälvens huvudavrinningsområde. Repolantot ligger i Torne och Kalix älvsystem Natura 2000-område.